# Playtime Is Over (mixtape)
Playtime Is Over - debiutancki mixtape trynidadzko-amerykańskiej raperki Nicki Minaj. Został on wydany 5 lipca 2007 roku za pośrednictwem Dirty Money Records. Mixtape zawiera piosenki z udziałem Lil Wayne'a, Hell Red, Red Café, Murda Hook, Angel De-Mar, Gravy, Ru Spits i Ransoma.

## Przed wydaniem
Po opuszczeniu kwartetu The Hoodstars Minaj zaczęła produkować muzykę niezależnie. Upubliczniała ją na serwisie Myspace. Właśnie przez wcześniejsze wydawanie muzyki zdobyła auwagę rapera Fendi, lidera wydawnictwa Dirty Money Records i potem dołączyła do niego. Jej wystąpienie na piosence "The Come Up" przykuło uwagę rapera Lil Wayne'a.

## Wydanie i promocja
Mixtape został wydany 5 lipca 2007. Został on wydany na krążkach CD-R i potem można było go pobrać w internecie za darmo. Promocja ograniczała się tak naprawdę do udostępniania mixtape'u przez grupkę fanów Minaj, których to zdobyła jeszcze przed wydaniem mixtape'u.

## Publiczna opinia i przyjęcie przez krytyków
Ogólna reakcja publiki była pozytywna. Mixtape został ciepło przyjęty przez krytyków, przy tym otrzymując pozytywne recenzje od artystów takich jak Gucci Mane czy Robin Thicke.  W 2008 Minaj dostała nagrodę najlepszego kobiecego underground-owego artysty i była nominowana do Teen Choice Awards.

## Alter-Ego
Mixtape dał życie dwóm alter-ego, które zdefiniowały "mixtape-ową" Nicki Minaj. Pierwsze to Nicki Lewinsky nazywane przez fanów "Mixtape Nicki" i jest kojarzone tylko z mixtape'ami, jako że po wydaniu albumu Pink Friday Minaj zaprzestała używania tego aliasu. Jednak nawet po zaprzestaniu używania tego aliasu budował on swój status, pojawiając się w piosenkach dedykowanych do niego.
Drugie to Nicki The Boss, które miało znacznie mniejszy udział w początkach raperki niż to wcześniej wymienione.
| Numer ścieżki | Nazwa                                                                     | Nazwa sampla                | Długość |
| ------------- | ------------------------------------------------------------------------- | --------------------------- | ------- |
| 1.            | "1-900-Ms-Minaj" (razem z Hell Red, Red Café, Murda Hook, Ransom i Graby) |                             | 4:48    |
| 2.            | "Dreams '07"                                                              | "Just Playing (Dreams)"     | 2:39    |
| 3.            | "Wuchoo Know"                                                             | "Lip Gloss"                 | 2:18    |
| 4.            | "Interlude" (razem z Lil Wayne)                                           | "Upgrade U"                 | 1:50    |
| 5.            | "Can't Stop Won't Stop" (razem z Lil Wayne)                               | "Can't Stop Won't Stop"     | 2:26    |
| 6.            | "Playtime Is Over"                                                        | "We Takin' Over"            | 1:46    |
| 7.            | "Jump Off '07"                                                            | "The Jump-Off"              | 2:24    |
| 8.            | "Click Clack"                                                             | "Click Clack"               | 4:02    |
| 9.            | "40 Bars"                                                                 | "Banned From TV"            | 2:09    |
| 10.           | "Dilly Dally"                                                             | "Kingdom Come"              | 3:03    |
| 11.           | "Warning"                                                                 | "Warning"                   | 2:52    |
| 12.           | N.I.G.G.A.S (razem z Angel De-Mar)                                        | "You're Wrong"              | 3:48    |
| 13.           | "Sunshine" (razem z Gravy)                                                | "(Always Be Mine) Sunshine" | 2:39    |
| 14.           | "Letcha Go" (razem z Angel De-Mar)                                        | "Can't Let You Go"          | 2:37    |
| 15.           | "Sticks In My Bun"                                                        | "Naomi"                     | 2:46    |
| 16.           | "I'm Cumin"                                                               | "Mo Money Mo Problems"      | 2:03    |
| 17.           | "Dirty Money (Freestyle)"                                                 | "Yeah Yeah Yeah"            | 1:01    |
| 18.           | "Hood Story"                                                              | "Glory"                     | 1:59    |
| 19.           | "Ease Up" (razem z Ru Spits)                                              |                             | 3:39    |
| 20.           | "Encore '07"                                                              | "Encore"                    | 4:10    |

Całkowita Długość: 44:10